# Bassekou Kouyaté
Pour les articles homonymes, voir Kouyaté.
Bassekou Kouyaté est un musicien malien, né en 1966 dans un village appelé Garana à environ 60 km de Ségou.
C'est un joueur de n'goni, un instrument traditionnel.

## Biographie
Fils d'un joueur de n'goni reconnu à Segou, Bassekou Kouyaté a joué dans un premier temps au côté du joueur de kora Toumani Diabaté. Il a aussi joué avec Ali Farka Touré, Damon Albarn ou U2. Il est le fondateur du groupe Ngoni Ba, qui compte plusieurs membres de sa famille, dont son épouse Amy Sacko, chanteuse, et deux de ses fils, joueurs de n'goni. Leur troisième disque, Jama Ko, a été enregistré alors que débutait le coup d'État de 2012 au Mali. Certains morceaux du disque prennent ainsi une résonance particulière vu le contexte politique du pays.
En 2010, il participe à l'album AfroCubism enregistré à Madrid en Espagne par le guitariste cubain Eliades Ochoa et les musiciens maliens Toumani Diabaté, Kassé Mady Diabaté, Lassana Diabaté, Djelimady Tounkara, Bassekou Kouyaté et Baba Sissoko,.

## Discographie (Bassekou Kouyaté et Ngoni Ba)
- 2007 : Segu blue
- 2009 : I Speak Fula
- 2013 : Jama Ko
- 2015 : Ba Power, Glitterbeat Records
- 2019 : Miri, Outhere records

## Collaborations
- 1994 : Songhai II (Nuevos Medios), avec Ketama et Toumani Diabaté
- 2010 : AfroCubism
- 2024 : Djudjon - L'oiseau de Garana, avec Amy Sacko